# Gametoides
Gametoides är ett släkte av skalbaggar. Gametoides ingår i familjen Cetoniidae.
Kladogram enligt Catalogue of Life:
| Gametoides | \| \| Gametoides sanguinolenta \| \| \| \| \| \| Gametoides subfasciata \| \| \| \| |
|            | \| \| Gametoides sanguinolenta \| \| \| \| \| \| Gametoides subfasciata \| \| \| \| |
|            | Gametoides sanguinolenta                                                            |
|            |                                                                                     |
|            | Gametoides subfasciata                                                              |
|            |                                                                                     |